# Cinc Ancians de Wu
Els Cinc Ancians de Wu o Cinc Veterans de Wu (吳大老) es refereix a cinc generals militars que van servir al senyors de la guerra de la família Sun de Wu Oriental durant moltes generacions en els períodes de la tardana Dinastia Han Oriental i els Tres Regnes de la història xinesa. Els cinc hi eren: Huang Gai, Cheng Pu, Han Dang, Zhu Zhi, i Ding Feng. Van contribuir en gran manera a la fundació de l'estat de Wu Oriental, i van ser molt estimats pels seus senyors i companys.
- Huang Gai va servir fins al regnat de Sun Quan. Va rebre likts elogis i va ser de gran confiança pels seus companys, en particular pel seu tercer senyor, Sun Quan. Huang Gai va rebre diversos títols al llarg dels anys, incloent: «Comandant dels Cossos Auxiliars», «Coronel en Funcions de l'Atac Ferm», «Comandant en Cap de Danyang», «General dels Cavallers de la Casa», i «Governador de Wu Ling».

- Cheng Pu va servir fins al regnat de Sun Quan. Els altres generals s'hi adreçaven com «Mestre Cheng». Era prefecte de la ciutat-prefectura de Changsha.

- Han Dang va servir fins al regnat de Sun Quan. Va guanyar-se el favor de Sun Jian per les seves habilitats en la lluita, i va servir lleialment la família Sun durant tota la seva vida, per tres generacions. De vegades va comandar una ala de l'armada de Wu.

- Zhu Zhi va servir fins al regnat de Sun Quan. Zhu Zhi va ser fet el ministre de Guerra i comandant segon de la Inspecció de l'Exèrcit així com el general i gran administrador de la Comandància Wu, un càrrec que mantindria tota la seva vida. Va ser fet marquès de Pilang, i més tard, també va ser fet «general que Protegeix el Regne» i «senyor de Guzhang».

- Ding Feng va servir fins al regnat de Sun Hao. Els seus títols es tradueixen com: «General que Elimina als Bandits» (灭寇將軍), «Senyor d'An Feng» 安豐侯, i «Gran Ministre de la Guerra» (大將軍), «Senyor del Recinte de la Capital». Va ser conegut per ser un guerrer coratjós i estrateg expert.